# Phidon reticularis
Phidon reticularis är en kackerlacksart som först beskrevs av Blanchard 1851.  Phidon reticularis ingår i släktet Phidon och familjen småkackerlackor. Inga underarter finns listade i Catalogue of Life.